# Squalius keadicus
Squalius keadicus är en fiskart som först beskrevs av Stephanidis, 1971.  Squalius keadicus ingår i släktet Squalius och familjen karpfiskar. IUCN kategoriserar arten globalt som starkt hotad. Inga underarter finns listade i Catalogue of Life.